# バルバラ・クラッセン
バルバラ・クラッセン（ Barbara Claßen 1957年11月23日 - 1990年1月13日) は、旧西ドイツのグレンザックワイレン出身の柔道選手。現役時代は72kg級の選手。身長178cm。

## 人物
ベルギーのイングリッド・ベルグマンスと同じく、72kg級の選手ながら無差別の国際大会でも活躍していた選手として有名だった。1980年の世界選手権では72kg級で2位、無差別でも3位となった。1982年の世界選手権72kg級では決勝でベルグマンスを破って優勝を果たした。1984年の世界選手権ではベルグマンスに敗れて2位に終わった。1986年と1987年の世界選手権でそれぞれ3位となると、1988年ソウルオリンピック(公開競技)では銅メダルを獲得した。1990年に32歳で死去した。

## 主な戦績
- 1977年 - ドイツ国際　優勝
- 1977年 - ヨーロッパ選手権　3位
- 1977年 - イギリス国際　72kg級　3位　無差別　2位
- 1978年 - ヨーロッパ選手権　優勝
- 1979年 - ドイツ国際　優勝
- 1979年 - ヨーロッパ選手権　72kg級　3位　無差別　優勝
- 1979年 - イギリス国際　優勝
- 1980年 - ヨーロッパ選手権　72kg級　3位　無差別　優勝
- 1980年 - 世界選手権　72kg級　2位　無差別　3位
- 1981年 - ドイツ国際　優勝
- 1981年 - ヨーロッパ選手権　72kg級　2位　無差別　優勝
- 1981年 - イギリス国際　優勝
- 1982年 - ドイツ国際　優勝
- 1982年 - ヨーロッパ選手権　72kg級　2位　無差別　3位
- 1982年 - イギリス国際　2位
- 1982年 - 世界選手権　優勝
- 1983年 - ドイツ国際　優勝
- 1983年 - ヨーロッパ選手権　72kg級　3位　無差別　3位
- 1984年 - ドイツ国際　優勝
- 1984年 - ヨーロッパ選手権　優勝
- 1984年 - オーストリア国際　3位
- 1984年 - 世界選手権　2位
- 1985年 - ドイツ国際　3位
- 1985年 - ヨーロッパ選手権　2位
- 1985年 - 福岡国際　3位
- 1986年 - ドイツ国際　3位
- 1986年 - ヨーロッパ選手権　2位
- 1986年 - ベルギー国際　優勝
- 1986年 - イギリス国際　2位
- 1986年 - 世界選手権　3位
- 1987年 - ドイツ国際　優勝
- 1987年 - オーストリア国際　3位
- 1987年 - 世界選手権　3位
- 1988年 - オーストリア国際　3位
- 1988年 - ソウルオリンピック　3位